# Telematti
Telematti è stato un programma televisivo italiano andato in onda su Italia 1 in prima serata dal 18 aprile 2002 per sei puntate, con la conduzione della Premiata Ditta e la partecipazione di Fabrizio Bracconeri.

## Il programma
Il programma, in onda per sei puntate il giovedì dal 18 aprile 2002 in prima serata, era condotto dal celebre quartetto comico della Premiata Ditta, nel ruolo di un'équipe medica che si occupa di curare alcuni vip affetti da "sdoppiamento della personalità", dopo una richiesta di aiuto da parte dei vip "originali". Tra i protagonisti delle puntate sono stati Alba Parietti, Platinette, Paolo Bonolis e Orietta Berti, oltre ai veri protagonisti del quartetto comico che interpretavano i loro celebri sketch per "curare" i personaggi con la "comico-terapia" ma non solo.
Lo studio (con la scenografia di Claudio Brigatti) rappresentava un'aula di università, con tanto di pubblico vestito con camice bianco. Presente in studio è anche Fabrizio Bracconeri, con il ruolo di assistente dei medici.